# Methanohalophilus
A Methanohalophilus a Methanosarcinaceae családba tartozó Archaea nem. Az archeák – ősbaktériumok – egysejtű, sejtmag nélküli prokarióta szervezetek.

### Tudományos folyóiratok
- Taiki Katayama, Hideyoshi Yoshioka, Hanako Mochimaru (2014). „Methanohalophilus levihalophilus sp. nov., a slightly halophilic, methylotrophic methanogen isolated from natural gas-bearing deep aquifers, and emended description of the genus Methanohalophilus” (angol nyelven). Int. J. Syst. Evol. Microbiol. 64, 2089–93. o, Kiadó: International Journal of Systematic and Evolutionary Microbiology. DOI:10.1099/ijs.0.063677-0. PMID 24670897. (Hozzáférés: 2014. október 28.)
- Springer E (1995). „Partial gene sequences for the A subunit of methyl-coenzyme M reductase (mcrI) as a phylogenetic tool for the family Methanosarcinaceae”. Int. J. Syst. Bacteriol. 45 (3), 554–559. o. DOI:10.1099/00207713-45-3-554. PMID 8590683.
- Paterek JR (1988). „Methanohalophilus mahii gen. nov., sp. nov., a methylotrophic halophilic methanogen”. Int. J. Syst. Bacteriol. 38, 122–123. o. DOI:10.1099/00207713-38-1-122.
- Sowers KR (1984). „Phylogenic relationships among the methylotrophic methane-producing bacteria and emendation of the family Methanosarcinaceae”. Int. J. Syst. Bacteriol. 34, 444–450. o. DOI:10.1099/00207713-34-4-444.
- Balch WE (1979). „Methanogens: reevaluation of a unique biological group”. Microbiol. Rev. 43 (2), 260–296. o. PMID 390357. PMC 281474.
- Buchanan, RE (1960). „Chemical terminology and microbiological nomenclature”. Int. Bull. Bacteriol. Nomencl. Taxon. 10, 16–22. o. DOI:10.1099/0096266X-10-1-16.
- Spring S (2010). „The genome sequence of Methanohalophilus mahii SLP(T) reveals differences in the energy metabolism among members of the Methanosarcinaceae inhabiting freshwater and saline environments”. Archaea 2010, 690737. o. DOI:10.1155/2010/690737. PMID 21234345. PMC 3017947.

### Tudományos könyvek
- Genus IV. Methanohalophilus Paterek and Smith 1988, 122VP. In  DR Boone: Bergey's Manual of Systematic Bacteriology Volume 1: The Archaea and the deeply branching and phototrophic Bacteria. (angolul) Szerk. RW Castenholz. 2. kiadás. New York: Springer Verlag. 2001.  ISBN 978-0-387-98771-2

### Tudományos adatbázisok
- Methanohalophilus PubMed hivatkozásai
- Methanohalophilus PubMed Central hivatkozásai
- Methanohalophilus Google Scholar hivatkozásai